# Make My Love Go
"Make My Love Go" is een single van de Britse singer-songwriter Jay Sean samen met Sean Paul van zijn opkomende studioalbum. De single bevat vocals van Kiana Ledé. Het kwam uit op 5 februari 2016 door Sony Music Entertainment. De bijhorende videoclip kwam uit op 12 februari 2016.

## Tracklijst
| Nr. | Titel                           | Duur |
| --- | ------------------------------- | ---- |
| 1.  | Make My Love Go (met Sean Paul) | 3:31 |

| Nr. | Titel                   | Duur |
| --- | ----------------------- | ---- |
| 1.  | Make My Love Go (remix) | 3:41 |

## Hitnoteringen

### Nederlandse Top 40
| Positie: | 34 | 25 | 18 | 16 | 14 | 16 | 15 | 15 | 18 | 23 | 24 | 30 | 33 | 35 | 38 | uit |

### NederlandseSingle Top 100
| Hitnotering (Week 1 t/m 18): 12-03-2016 t/m 09-07-2016 Hitnotering (Week 19 en 20): 23-07-2016 t/m 30-07-2016 | Hitnotering (Week 1 t/m 18): 12-03-2016 t/m 09-07-2016 Hitnotering (Week 19 en 20): 23-07-2016 t/m 30-07-2016 | Hitnotering (Week 1 t/m 18): 12-03-2016 t/m 09-07-2016 Hitnotering (Week 19 en 20): 23-07-2016 t/m 30-07-2016 | Hitnotering (Week 1 t/m 18): 12-03-2016 t/m 09-07-2016 Hitnotering (Week 19 en 20): 23-07-2016 t/m 30-07-2016 | Hitnotering (Week 1 t/m 18): 12-03-2016 t/m 09-07-2016 Hitnotering (Week 19 en 20): 23-07-2016 t/m 30-07-2016 | Hitnotering (Week 1 t/m 18): 12-03-2016 t/m 09-07-2016 Hitnotering (Week 19 en 20): 23-07-2016 t/m 30-07-2016 | Hitnotering (Week 1 t/m 18): 12-03-2016 t/m 09-07-2016 Hitnotering (Week 19 en 20): 23-07-2016 t/m 30-07-2016 | Hitnotering (Week 1 t/m 18): 12-03-2016 t/m 09-07-2016 Hitnotering (Week 19 en 20): 23-07-2016 t/m 30-07-2016 | Hitnotering (Week 1 t/m 18): 12-03-2016 t/m 09-07-2016 Hitnotering (Week 19 en 20): 23-07-2016 t/m 30-07-2016 | Hitnotering (Week 1 t/m 18): 12-03-2016 t/m 09-07-2016 Hitnotering (Week 19 en 20): 23-07-2016 t/m 30-07-2016 | Hitnotering (Week 1 t/m 18): 12-03-2016 t/m 09-07-2016 Hitnotering (Week 19 en 20): 23-07-2016 t/m 30-07-2016 | Hitnotering (Week 1 t/m 18): 12-03-2016 t/m 09-07-2016 Hitnotering (Week 19 en 20): 23-07-2016 t/m 30-07-2016 |
| Week: | 1 | 2 | 3 | 4 | 5 | 6 | 7 | 8 | 9 | 10 | 11 |
| --- | --- | --- | --- | --- | --- | --- | --- | --- | --- | --- | --- |
| Positie: | 77 | 55 | 32 | 27 | 24 | 23 | 22 | 23 | 24 | 27 | 30 |
| Week: | 12 | 13 | 14 | 15 | 16 | 17 | 18 | | 19 | 20 | |
| Positie: | 33 | 33 | 35 | 39 | 55 | 55 | 71 | uit | 95 | 95 | uit |

### NederlandseMega Top 50
| Positie: | 34 | 27 | 27 | 26 | 24 | 20 | 20 | 20 | 26 | 28 | 33 | 42 | 42 | 42 | 44 | 47 | uit |